# Щилинка
Щилинка (Шилинка, Красуха) — река в России, протекает по Дновскому и Порховскому районам Псковской области, в верхнем течении (до впадения Суховки) называется Красуха. Устье Щилинки находится в 106 км от устья Шелони по правому берегу. Длина Щилинки с Краснухой составляет 34 км, площадь водосборного бассейна — 245 км².
На берегу истоков Красухи стоят деревни Каменка и Лужки Лукомской волости, а также деревня Филиппково Выскодской волости, ниже Красуха протекает через деревни Гривки, Переходы и Скугры Лукомской волости. У деревни Скугры Краснуха сливается с Суховкой (на берегу Суховки стоит город Дно). На берегах Щилинки стоят деревни Соснивицы, Смолино и Чубаково Лукомской волости. В Порховском районе на берегах Щилинки стоят деревни Полонской волости Гойкино, Поддубье, Берёзка, Арбузова Щилинка, Любоежа и Устье.

## Данные водного реестра
По данным государственного водного реестра России относится к Балтийскому бассейновому округу, водохозяйственный участок реки — Шелонь, речной подбассейн реки — Волхов. Относится к речному бассейну реки Нева (включая бассейны рек Онежского и Ладожского озера).
Код объекта в государственном водном реестре — 01040200412102000024656.